# Alépé
Alépé ist eine Stadt im Südosten der Elfenbeinküste. Sie ist eine Unterpräfektur und der Sitz des Départements Alépé in der Region La Mé, Distrikt Lagunes. Alépé ist auch eine Kommune.

## Demografie
2014 hatte Alépé 40.480 Einwohner.

## Persönlichkeiten
- Bernard Kardinal Agré (1926–2014), Erzbischof von Abidjan und Kardinal der römisch-katholischen Kirche